# 이원영 (1868년)
이원영(李源永, 1868년 ~ 1928년)은 대한제국의 군인, 관료이다. 1893년부터 1902년 당시 신식 군대였던 친군장위영, 친군총어영, 장위영 등에서 근무했다. 이때 훈련원 판관 직을 겸하였다. 본관은 우계(羽溪).
그와 같은 시대에 활동하던 무신 출신 지방관과 중추원 의관 등 동명이인인 관리들이 존재한다.

## 생애
1893년 7월 13일 친군장위영 참령관(親軍壯衛營參領官)이 되고, 그해 7월 28일 가설 훈련원주부가 되었다. 그해 8월 1일 중병이 있어 친군총어영 유진옥에게 사직 의사를 밝혀, 유진옥의 상주로 면직되었다.
1893년 8월 28일 수릉(綏陵) 친제親祭와 건원릉(健元陵), 목릉(穆陵), 원릉(元陵) 전알행행(展謁幸行)에 참여한, 배종춘방, 계방(陪從春桂坊) 이하 별단(別單) 관원을 포상할 때 장위영 참령관(壯衛營參領官)으로 6품에 승진하였다.
1894년 1월 28일 훈련원 판관에 임명되고, 2월 2일 신병이 중함을 이유로 친군총어영에 사직을 청하여 승낙받았다. 친군총어영 복직 시점은 알려져 있지 않으나 얼마 뒤 장위영 참령관으로 복직했다. 그해 7월 3일 친군 장위영 우대 우참령관(右隊 右參領官)으로 신병이 중함을 이유로 사직을 청하여 승낙받았다. 같은 날 그의 대임자로 부사과 이광하가 임명되었다.
1902년 2월 4일 상공학교 교관(商工學校敎官)에 임명되고 2월 5일 다시 상공학교 교관에 임명되었다.
1904년 3월 12일 당시 숭의묘(崇義廟) 영건에 별단(別單)으로 참여한 공로로, 6품 재직 중 아마 1필(兒馬一匹)을 하사받았다.(六品方漢始·李源聖竝加資, 李源永·徐相奎·韓秉翊各兒馬一匹賜給) 교관직을 사퇴한 시점은 알려진 것이 없다.
1925년 양주군내 수해가 발생하자, 1925년 9월 20일 양주군내 지역유지들이 모여 장연철의 주도로 양주군수재회를 조직했다. 이때 이원영, 이원문, 이중선 등이 수해구제회에 참여했다. 당시 진접면의 이원영(李源永)은 수해성금 2원, 이원문(李源文), 이중선(李重善)은 각 1원을 기탁했다. 이원문은 그의 6촌 동생, 이중선은 그의 숙부였다.

## 기타
그와 비슷한 시대에 동명이인의 관료가 있다. 1879년에 무겸선전관이 되어 1883년 이원현감, 곽산군수를 역임하고 1889년에 첨지를 역임한 동명이인 이원영이 있다. 동명이인 이원영은 그가 관직에 있던 1902년에도 정삼품으로 재직 중이었다.
그와 비슷한 시대에 목사를 역임한 동명이인 진성이씨 이원영도 존재한다.
1904년 당시 그는 6품으로 재직 중이었다. 그런데 승정원일기에는 당시 4품으로 있으면서 그해 중추원의관에 임명된 또다른 동명이인 이원영이 등장한다.
승정원일기에는 헌종~철종 때에도 동명이인 문관 이원영, 헌종 때의 무예별감 이원영이 등장한다.
그는 양주군 진접면, 현재의 남양주시 진접읍과 인근 지역에서 활동했다. 1920년대에 경남 밀양에서 지역 유지로 활동했으며 경일은행 밀양지점장으로 근무하던 동명이인 이원영도 존재한다.